# Hierro-Natternkopf
Der Hierro-Natternkopf (Echium hierrense) ist eine Pflanzenart aus der Gattung der Natternköpfe (Echium) in der Familie der Raublattgewächse (Boraginaceae). Sie ist ein Endemit der Kanareninsel El Hierro.

## Beschreibung

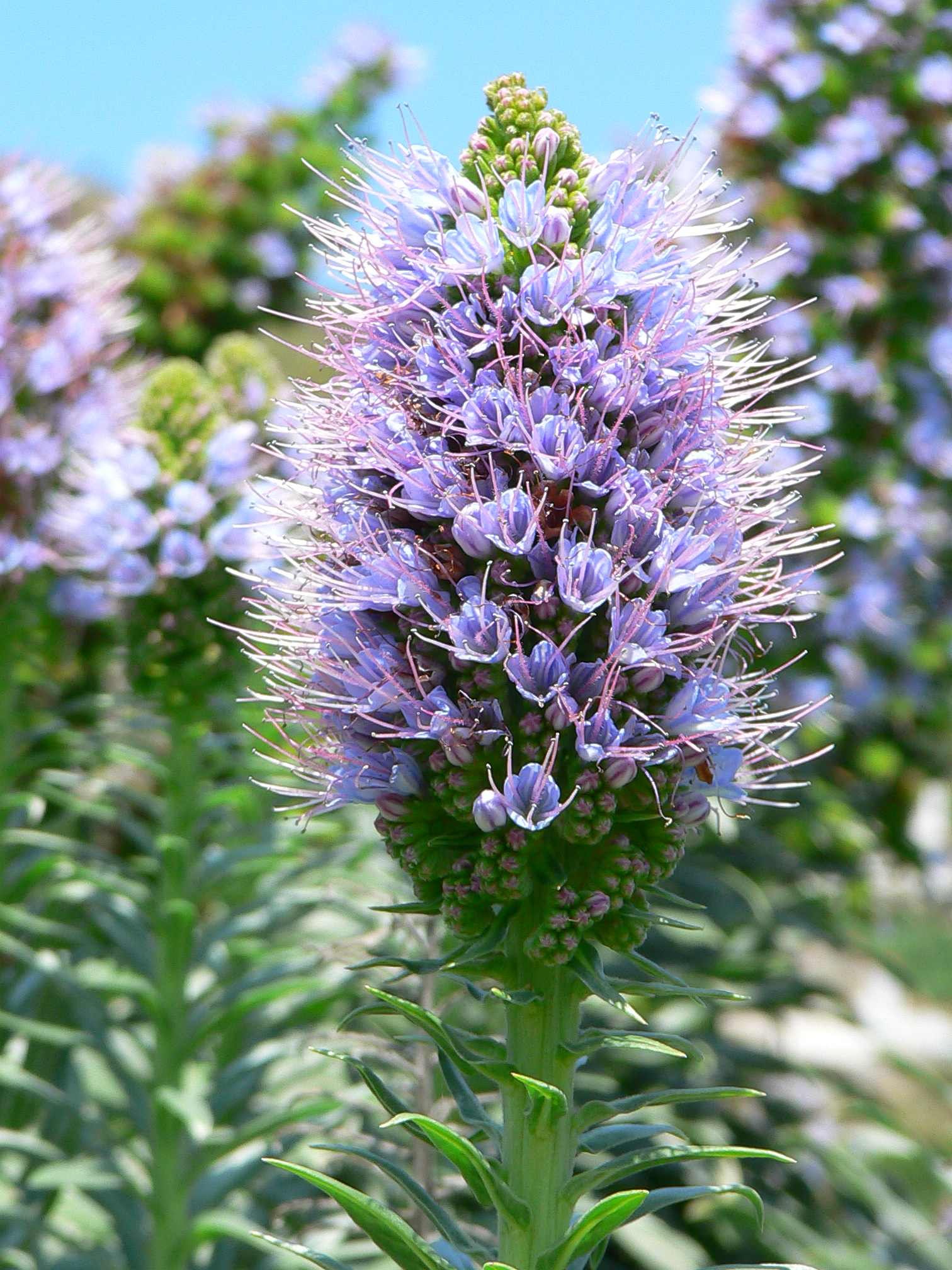
Blütenstand mit Blüten im Detail

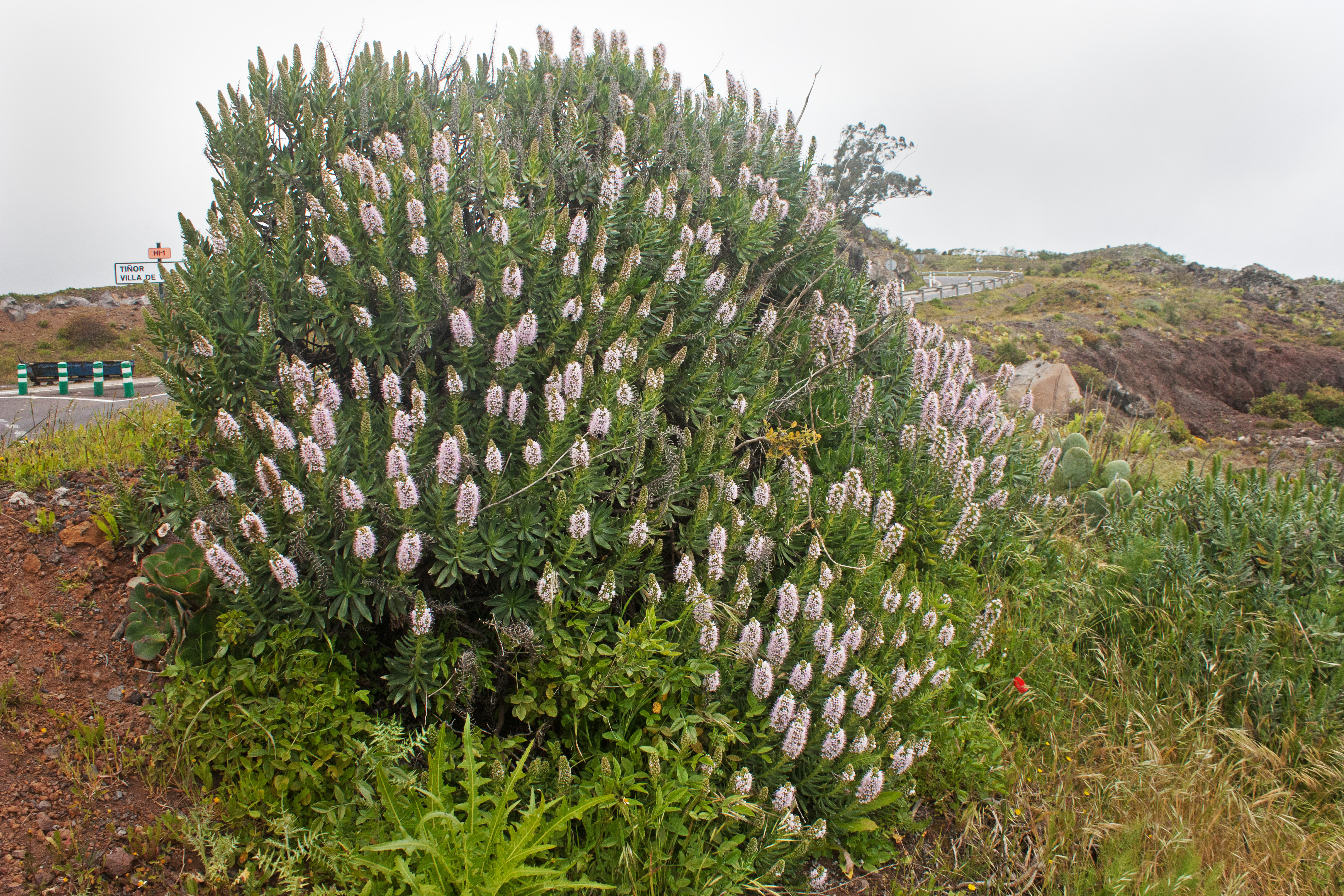
Habitus bei San Andrés (El Hierro)

### Vegetative Merkmale
Der Hierro-Natternkopf wächst als dichter, verzweigter Strauch und erreicht Wuchshöhen von bis zu 1,5 Metern. Die Laubblätter sind kurz gestielt bis sitzend. Die Blattspreite ist bei einer Länge von bis zu 12 Zentimetern und einer Breite von bis zu 1,5 Zentimetern lanzettlich oder eiförmig-lanzettlich mit spitzem oberen Ende; sie ist beiderseits fein anliegend behaart. 

### Generative Merkmale
Die dichten zylindrischen Blütenstände sind bis zu 20 Zentimeter lang. Die 10 bis 12 Millimeter langen, breit trichterförmigen Blüten sind weiß bis blassblau oder blassviolett.

## Vorkommen
Der Hierro-Natternkopf bevorzugt Felsstandorte im Bereich der Wälder, kommt aber bis zum Bereich des Sukkulentenbusches vor.

## Nutzung
Man findet ihn auf El Hierro auch stellenweise als Zierpflanze.